# Dian Mayasari
Dian Mayasari es una cantante de Indonesia. Se hizo famosa en la década de los años 1980. Luego se casó con el músico y escritor Dodo Zakaria, con quien más adelante se divorciaron en 1996 y quien falleció el 22 de octubre de 2007. Actualmente ella vive con su hija llamada, Viola Okta Vanya.
Como cantante, en realidad ella tiene un carácter distintivo, su voz es fácilmente reconocido por su público. Su primer álbum titulado "Let Kusendiri", fue producido por A. Riyanto que lleva su mismo nombre.

## Discografía
- Álbum Popular lagu Indonesia 1986 "Kelinci Putih"
- Álbum Ekki Soekarno - Kharisma Indonesia lagu "Sumpah Mati Aku Jatuh Cinta"
- Álbum Catatan Si Boy I lagu "Cinta Itu Terbuka" - berduet dengan Dian Pramana Poetra
- Álbum Adjie Soetama & Rekan "Cerita Kita"

## Singles
- Biar Kusendiri Ciptaan A. Riyanto
- Kau Pelitaku
- Lagi-Lagi Cinta
- Bunga-Bunga Kerinduan ciptaan Dian Pramana Poetra dan Deddy Dhukun
- Kesan ciptaan Dian Pramana Poetra dan Deddy Dhukun
- Menanti Esok
- Meniti Lagi
- Sebuah Biografi
- Harapan
- Kasih
- Sudut Kecil
- Kusambut Esok Ceria
- Satu-Satunya ciptaan Anci La Ricci dan A. Gobel
- Sun Dong Yang
- Tegar
- Duniapun Senyum
- Indahnya Cinta ciptaan Pance Pondaag
- Senada Cinta
- Jam Tujuh
- Kapan
- Sayang
- Dendy